# Christopher Kreider
Christopher James Kreider (né le 30 avril 1991 à Boxford, État du Massachusetts aux États-Unis) est un joueur professionnel américain de hockey sur glace.

## Biographie

### Carrière en club
Il est repêché par les Rangers de New York lors du repêchage de la Ligue nationale de hockey de 2009. Il venait de terminer une excellente saison avec le club de hockey de son école secondaire. Le 16 avril 2012, il passe professionnel avec les Rangers et débute dans la LNH face aux Sénateurs d'Ottawa. Il marque son premier but contre cette équipe lors de sa quatrième partie.
Lors de la saison 2021-2022, Kreider établit son record de buts (52) et de points (77) en saison régulière.
Le 12 juin 2025, Kreider est échangé par les Rangers de New York aux Ducks d'Anaheim.

### Carrière internationale
Il représente les États-Unis au niveau international. Il a participé aux sélections jeunes.

## Statistiques

### En club
| Saison     | Équipe                   | Ligue      |     | Saison régulière | Saison régulière | Saison régulière | Saison régulière | Saison régulière |    | Séries éliminatoires | Séries éliminatoires | Séries éliminatoires | Séries éliminatoires | Séries éliminatoires |
| Saison     | Équipe                   | Ligue      | PJ  | B                | A                | Pts              | Pun              | PJ               | B  | A                    | Pts                  | Pun                  |                      |                      |
| 2007-2008  | Phillips Andover         | USHS       | 24  | 26               | 15               | 41               | -                | -                | -  | -                    | -                    |                      |                      |                      |
| 2008-2009  | Phillips Andover         | USHS       | 26  | 33               | 23               | 56               | 10               | -                | -  | -                    | -                    | -                    |                      |                      |
| 2009-2010  | Eagles de Boston College | NCAA       | 38  | 15               | 8                | 23               | 26               | -                | -  | -                    | -                    | -                    |                      |                      |
| 2010-2011  | Eagles de Boston College | NCAA       | 32  | 11               | 13               | 24               | 37               | -                | -  | -                    | -                    | -                    |                      |                      |
| 2011-2012  | Eagles de Boston College | NCAA       | 44  | 23               | 22               | 45               | 66               | -                | -  | -                    | -                    | -                    |                      |                      |
| 2011-2012  | Rangers de New York      | LNH        | -   | -                | -                | -                | -                | 18               | 5  | 2                    | 7                    | 6                    |                      |                      |
| 2012-2013  | Whale du Connecticut     | LAH        | 48  | 12               | 11               | 23               | 73               | -                | -  | -                    | -                    | -                    |                      |                      |
| 2012-2013  | Rangers de New York      | LNH        | 23  | 2                | 1                | 3                | 6                | 8                | 1  | 1                    | 2                    | 0                    |                      |                      |
| 2013-2014  | Wolf Pack de Hartford    | LAH        | 6   | 2                | 2                | 4                | 16               | -                | -  | -                    | -                    | -                    |                      |                      |
| 2013-2014  | Rangers de New York      | LNH        | 66  | 17               | 20               | 37               | 72               | 15               | 5  | 8                    | 13                   | 14                   |                      |                      |
| 2014-2015  | Rangers de New York      | LNH        | 80  | 21               | 25               | 46               | 88               | 19               | 7  | 2                    | 9                    | 14                   |                      |                      |
| 2015-2016  | Rangers de New York      | LNH        | 79  | 21               | 22               | 43               | 58               | 5                | 2  | 0                    | 2                    | 6                    |                      |                      |
| 2016-2017  | Rangers de New York      | LNH        | 75  | 28               | 25               | 53               | 58               | 12               | 3  | 1                    | 4                    | 18                   |                      |                      |
| 2017-2018  | Rangers de New York      | LNH        | 58  | 16               | 21               | 37               | 44               | 16               | -  | -                    | -                    | -                    |                      |                      |
| 2018-2019  | Rangers de New York      | LNH        | 79  | 28               | 24               | 52               | 57               | -                | -  | -                    | -                    | -                    |                      |                      |
| 2019-2020  | Rangers de New York      | LNH        | 63  | 24               | 21               | 45               | 58               | 3                | 1  | 1                    | 2                    | 6                    |                      |                      |
| 2020-2021  | Rangers de New York      | LNH        | 50  | 20               | 10               | 30               | 34               | -                | -  | -                    | -                    | -                    |                      |                      |
| 2021-2022  | Rangers de New York      | LNH        | 81  | 52               | 25               | 77               | 24               | 20               | 10 | 6                    | 16                   | 14                   |                      |                      |
| 2022-2023  | Rangers de New York      | LNH        | 79  | 36               | 18               | 54               | 26               | 7                | 6  | 3                    | 9                    | 0                    |                      |                      |
| 2023-2024  | Rangers de New York      | LNH        | 82  | 39               | 36               | 75               | 26               | 16               | 8  | 4                    | 12                   | 6                    |                      |                      |
| Totaux LNH | Totaux LNH               | Totaux LNH | 815 | 304              | 248              | 552              | 551              | 123              | 48 | 28                   | 76                   | 84                   |                      |                      |

### En équipe nationale
| Année | Équipe         | Compétition                 |    | PJ | B | A  | Pts | Pun | +/-                |  | Résultats |
| 2010  | États-Unis U20 | Championnat du monde junior | 7  | 6  | 1 | 7  | +6  | 2   | Médaille d'or      |  |           |
| 2010  | États-Unis     | Championnat du monde        | 6  | 1  | 1 | 2  | 0   | +3  | 13e place          |  |           |
| 2011  | États-Unis U20 | Championnat du monde junior | 6  | 4  | 2 | 6  | 0   | 0   | Médaille de bronze |  |           |
| 2011  | États-Unis     | Championnat du monde        | 7  | 2  | 1 | 3  | 6   | +1  | 8e place           |  |           |
| 2018  | États-Unis     | Championnat du monde        | 10 | 4  | 6 | 10 | 2   | +7  | Médaille de bronze |  |           |
| 2019  | États-Unis     | Championnat du monde        | 8  | 3  | 1 | 4  | 2   | +4  | 7e place           |  |           |
| 2025  | États-Unis     | Confrontation des 4 nations | 2  | 1  | 0 | 1  | 0   | +1  | Finalistes         |  |           |

## Trophées et honneurs personnels

### Ligue nationale de hockey
- 2019-2020 : participe au 65e Match des étoiles de la LNH (1)
- 2021-2022 : participe au 66e Match des étoiles de la LNH (2)